# Риджане
Риджане (хорв. Riđane) — населений пункт у Хорватії, в Шибеницько-Книнській жупанії у складі громади Бискупія.

## Населення
Населення за даними перепису 2011 року становило 67 осіб.
Динаміка чисельності населення поселення:

## Клімат
Середня річна температура становить 12,97 °C, середня максимальна – 28,05 °C, а середня мінімальна – -2,76 °C. Середня річна кількість опадів – 892 мм.
| Клімат поселення                              | Клімат поселення | Клімат поселення | Клімат поселення | Клімат поселення | Клімат поселення | Клімат поселення | Клімат поселення | Клімат поселення | Клімат поселення | Клімат поселення | Клімат поселення | Клімат поселення | Клімат поселення |
| Показник                                      | Січ.             | Лют.             | Бер.             | Квіт.            | Трав.            | Черв.            | Лип.             | Серп.            | Вер.             | Жовт.            | Лист.            | Груд.            |                  |
| Середній максимум, °C                         | 9,72             | 11,00            | 14,14            | 17,90            | 22,58            | 26,32            | 28,05            | 27,96            | 23,24            | 18,39            | 13,10            | 9,79             |                  |
| Середня температура, °C                       | 3,47             | 4,76             | 7,91             | 11,64            | 16,33            | 20,09            | 23,18            | 23,12            | 18,37            | 13,52            | 8,23             | 4,93             |                  |
| Середній мінімум, °C                          | −2,76            | −1,48            | 1,68             | 5,41             | 10,10            | 13,85            | 18,34            | 18,25            | 13,52            | 8,66             | 3,38             | 0,06             |                  |
| Норма опадів, мм                              | 73               | 66               | 71               | 80               | 65               | 64               | 43               | 55               | 82               | 93               | 109              | 91               |                  |
| Середньомісячна швидкість вітру, м/с          | 1.58             | 1.83             | 2.10             | 2.08             | 1.87             | 1.66             | 1.69             | 1.53             | 1.56             | 1.56             | 1.81             | 1.77             |                  |
| Середньомісячна сонячна радіація, кДж/м²·день | 5294             | 7996             | 11695            | 16153            | 20143            | 22697            | 24364            | 21262            | 15855            | 10228            | 5712             | 4510             |                  |
| --------------------------------------------- | ---------------- | ---------------- | ---------------- | ---------------- | ---------------- | ---------------- | ---------------- | ---------------- | ---------------- | ---------------- | ---------------- | ---------------- | ---------------- |
| Джерело:                                      |                  |                  |                  |                  |                  |                  |                  |                  |                  |                  |                  |                  |                  |